# Problemi (singolo)
Problemi è un singolo di Chiara Civello, uscito nelle radio italiane il 7 settembre 2012 come terzo estratto dal suo quinto album studio Al posto del mondo.
Nella versione portoghese, cantata da Ana Carolina, ha vinto il Premio Multishow come miglior canzone dell'anno. La cantante brasiliana, ha incluso il brano nel suo album Ensaio de Cores.
Problemi è la colonna sonora della telenovela brasiliana Fina estampa, prodotta da Rede Globo e trasmessa in 12 paesi.

## Il brano
La canzone, è ispirata alla musica brasiliana di anni '60, e costituisce la celebrazione del rapporto fra Brasile e Italia.

## Video musicale
Il video è stato diretto e prodotto dal regista Marco Salom. Il video è stato girato ad Hollywood, tra West Hollywood e Hollywood Hills, dove la cantante passeggia in una via buia e stretta, indossando un elegante abito, diviso da due colori: il bianco e il nero.